# Udo Wennemuth
Udo Wennemuth (* November 1955 in Eschwege) ist ein deutscher Historiker und Archivar, er war Direktor des Landeskirchlichen Archivs und der Landeskirchlichen Bibliothek der Evangelischen Landeskirche in Baden.

## Leben und Wirken
Nach Schule mit Abitur in Eschwege studierte Wennemuth von 1975 bis 1982 Geschichte, Germanistik, Geographie und Musikwissenschaft im Lehramt an der Universität Heidelberg. Er wurde bei dem Heidelberger Wingolfbund aktiv. Nach dem Studium war Wennemuth als Pädagoge und Historiker in Mannheim engagiert. Mit seiner Dissertation Wissenschaftsorganisation und Wissenschaftsförderung in Baden. Die Heidelberger Akademie der Wissenschaften 1909–1949 wurde er 1992 in Heidelberg zum Dr. phil. promoviert.
Wennemuth trat 1999 in den Dienst der Badischen Landeskirche. Er übernahm unmittelbar die Leitung des Landeskirchlichen Archivs in Karlsruhe und wurde zum Kirchenrat ernannt. Zusätzlich war er Geschäftsführer des Vereins für Kirchengeschichte in der Evangelischen Landeskirche in Baden sowie in den Jahren 2016–2021 Leiter des Verbandes kirchlicher Archive (AABevK). Im Jahr 2021 trat Wennemuth in den Ruhestand.
Seine Forschungsbereiche umfassen die Territorialkirchengeschichte sowie die Gesangbuchforschung/Hymnologie.

## Veröffentlichungen (Auswahl)
- Wissenschaftsorganisation und Wissenschaftsförderung in Baden. Die Heidelberger Akademie der Wissenschaften 1909–1949 (= Supplemente zu den Sitzungsberichten der Heidelberger Akademie der Wissenschaften. Philosophisch-historische Klasse Band 8). Winter, Heidelberg 1994, ISBN 3-8253-0138-9 (Dissertation).
- 200 Jahre Evangelischer Oberkirchenrat in Karlsruhe. In: Jahrbuch für badische Kirchen- und Religionsgeschichte 1 (2007), S. 133–142
- Die Augusta-Maria-Bibel. In: Jahrbuch für badische Kirchen- und Religionsgeschichte 2 (2008), S. 213–217
- Die Auswirkungen der Säkularisation auf die Evangelische Kirche in Baden. In: Säkularisation am Oberrhein (OSt 23), Sigmaringen 2004, ISBN 978-3-7995-7823-3, S. 265–283
- Die Hofprediger am badischen Hof. Eine Annäherung. In: Jahrbuch für badische Kirchen- und Religionsgeschichte 6 (2012), S. 109–124
- Karl II. von Baden (1529–1577). In: Herrschaft und Glaubenswechsel. Die Fürstenreformation im Reich und Europa. Hrsg. v. Susan Richter und Armin Kohnle, Heidelberg 2016, ISBN 978-3-8253-6656-8, S. 301–314
- Die evangelische Kirche zwischen Kurpfalz und Baden. In: Armin Kohnle, Frank Engehausen, Frieder Hepp, Carl-Ludwig Fuchs (Hrsg.): »… so geht hervor ein‘ neue Zeit« – Die Kurpfalz im Übergang an Baden. Heidelberg u. a. 2003, S. 99–116
- König Gustav II. Adolf von Schweden in der Erinnerungskultur Südwestdeutschlands. In: Die Schweden im deutschen Südwesten. Vorgeschichte – Dreißigjähriger Krieg – Erinnerung. Hrsg. v. Volker Rödel und Ralph Tuchtenhagen (= VKGLKBW B 225), Stuttgart 2020, S. 323–354
- Religion und Politik in der Kurpfalz im 16. Jahrhundert. In: Armin Schlechter (Hrsg.): Kostbarkeiten gesammelter Geschichte. Heidelberg und die Pfalz in Zeugnissen der Universitätsbibliothek (= Schriften der Universitätsbibliothek 1), Heidelberg 1999, S. 39–57
- Die Religionsgemeinschaften in Baden in der ersten Hälfte des 19. Jahrhunderts zwischen Aufbruch und Beharrung. In: Zeitschrift für die Geschichte des Oberrheins 157 NF 118 (2009), S. 315–341

Als Herausgeber:
- 450 Jahre Reformation in Baden und Kurpfalz (VBKRG 1), Stuttgart 2009
- Jahrbuch badische Kirchen- und Religionsgeschichte (JBKRG)
- Zusammen mit Annika Stello: Die Macht des Wortes. Reformation und Medienwandel (Katalog zur Ausstellung in der Badischen Landesbibliothek in Karlsruhe vom 23. November 2016 bis 25. Februar 2017), Regensburg 2016
- Karl Wilhelm Doll (1827–1905). Weil ich ein Diener Christi bin, so bin ich auch ein Diener seiner Kirche. In: Lebensbilder als der evangelischen Kirche in Baden, Bd. 1: Kirchenleitung, HG. von Udo Wennemuth. Verlag Regionalkultur, Ubstadt-Weiher 2023, S. 170–203. ISBN 978-3-89735-514-9